# Raid (film)
Raid (ang. The Raid: Redemption, indonez. Serbuan maut) – indonezyjski film akcji z 2011 roku w reżyserii Garetha Evansa. Kontynuacja filmu pt. Raid 2: Infiltracja miała premierę 21 stycznia 2014 roku.

## Opis fabuły
W samym sercu slumsów Dżakarty znajduje się wieżowiec, stanowiący kryjówkę dla najniebezpieczniejszych przestępców. Elitarna jednostka S.W.A.T. zostaje wysłana do akcji, w której ma znaleźć i zabić bossa narkotykowego podziemia. Komandosi nie wiedzą, że wieżowiec, który jest celem ich ataku, zamieniono w twierdzę, pełną bezwzględnych, brutalnych i świetnie przygotowanych do ataku przestępców. Oddział wpada w pułapkę i zostaje uwięziony na szóstym piętrze.

## Obsada
- Iko Uwais jako Rama
- Donny Alamsyah jako Andi
- Ray Sahetapy jako Tama Riyadi
- Yayan Ruhian jako Mad Dog
- Pierre Gruno jako Wahyu
- Joe Taslim jako Jaka
- Tegar Satrya jako Bowo
- Eka Rahmadia jako Dagu
- Verdi Solaiman jako Budi
- Ananda George jako Ari